# Fort Clark Springs
Fort Clark Springs es un lugar designado por el censo ubicado en el condado de Kinney en el estado estadounidense de Texas. En el Censo de 2010 tenía una población de 1228 habitantes y una densidad poblacional de 158,95 personas por km².

## Geografía
Fort Clark Springs se encuentra ubicado en las coordenadas 29°17′33″N 100°25′29″O / 29.29250, -100.42472. Según la Oficina del Censo de los Estados Unidos, Fort Clark Springs tiene una superficie total de 7.73 km², de la cual 7.7 km² corresponden a tierra firme y (0.37%) 0.03 km² es agua.

## Demografía
Según el censo de 2010, había 1228 personas residiendo en Fort Clark Springs. La densidad de población era de 158,95 hab./km². De los 1228 habitantes, Fort Clark Springs estaba compuesto por el 92.59% blancos, el 1.22% eran afroamericanos, el 1.14% eran amerindios, el 0.81% eran asiáticos, el 0% eran isleños del Pacífico, el 2.36% eran de otras razas y el 1.87% pertenecían a dos o más razas. Del total de la población el 20.68% eran hispanos o latinos de cualquier raza.